# Шубрт, Михал
Михал Шубрт (чеш. Michal Šubrt; род. 24 июня 1957, Прага) — чехословацкий гребец, выступавший за сборную Чехословакии по академической гребле в конце 1980-х годов. Обладатель серебряной медали чемпионата мира, победитель и призёр первенств национального значения, участник летних Олимпийских игр в Сеуле.

## Биография
Михал Шубрт родился 24 июня 1967 года в Праге. Занимался академической греблей в столичном гребном клубе «Дукла».
Впервые заявил о себе на международном уровне в сезоне 1987 года, когда вошёл в состав чехословацкой национальной сборной и выступил на чемпионате мира в Копенгагене, где в зачёте распашных рулевых двоек стал восьмым.
Благодаря череде удачных выступлений удостоился права защищать честь страны на летних Олимпийских играх 1988 года в Сеуле. В составе экипажа-четвёрки, куда также вошли гребцы Милан Долечек, Петр Глидек, Душан Махачек и рулевой Олдржих Гейдушек, со второго места преодолел предварительный квалификационный этап, но затем на стадии полуфиналов стал лишь пятым и попал в утешительный финал В, где в конечном счёте финишировал вторым. Таким образом, расположился в итоговом протоколе соревнований на восьмой строке.
После сеульской Олимпиады Шубрт ещё в течение некоторого времени оставался действующим спортсменом и продолжал принимать участие в крупнейших международных регатах. Так, в 1989 году он побывал на чемпионате мира в Бледе, откуда привёз награду серебряного достоинства, выигранную в рулевых четвёрках — в финале уступил только команде Румынии.
За вклад в развитие олимпийского движения в 1999 году был награждён серебряным Олимпийским орденом.